# Szederkényi Olga
Szederkényi Olga (1975–) újságíró, dokumentumfilmes, a francia és a magyar gasztronómia kutatója. Alexandre Dumas irodalmi szakácskönyve első magyar kiadásának (Konyhaszótár) fordító-szerkesztője (2014). Az erdélyi arisztokrácia diszkrét bája című dokumentumfilm-sorozat rendezője (2017). Az És boldogan éltek? – Mesehősnők utóélete (2018) című női antológia ötletgazdája és szerkesztője. Az Ők is boldogan éltek? – A férfi változat (2019) című férfi antológia ötletgazdája és szerkesztője. A Naplók a vérzivatarból című hangjáték írója és rendezője (2019); a hétrészes sorozatban Márai Sándor író és saját nagyszülei második világháborús naplóit szerkesztette össze. A HÉJANÁSZ--Ady.Léda.Párizs. című felolvasószínházi előadás írója és rendezője (2020). Az Irodalmi Popikonok című könyv szerzője (2020).

## Pályafutása
A Pázmány Péter Egyetem Állam-és Jogtudományi karán szerzett jogász diplomát. 2004–2006 között a Magyar Televízió brüsszeli tudósítója volt. A párizsi külvárosi lázongásokról készített dokumentumfilmjéért Kamera Hungária díjat nyert (2006) és ő lett az Év Médiaszemélyisége. 2006–2007 között a belga Alfacam-Euro1080 cégnek készített riport-dokumentumfilmeket Európa 19 országában. 2008–2012 között a Magyar Rádió külpolitikai szerkesztője, kulturális riportere volt. Munkájáért 2011-ben Sajtó Nívódíjat kapott.[forrás?] 2012 óta szabadúszó újságíró, szerkesztő, dokumentumfilmes, műfordító.[forrás?] Az Európai Bizottság Magyarországi Képviseletének megbízásából 2012 óta vezeti az Egy csésze Európa sorozatot, amely alkalmanként más ország kultúráját és gasztronómiáját mutatja be.

## Kötetei
- A 2005-ös francia zavargások közvetítése a francia elektronikus médiában. A BBC irányelvei. Ajánlások hasonló esetekre a magyar médiumoknak; AKTI, Budapest, 2008 (AKTI füzetek)
- Irodalmi popikonok. Párosinterjú; Helikon, Budapest, 2020
- Krimik és krémek. Agatha Christie és Escoffier mester randevúja Gourmandiában; Helikon, Budapest, 2024

## Filmográfia
- Őrjárat 1-2 – dokumentumfilm a balkáni rendezés idején Koszovóban és Bosznia-Hercegovinában szolgálatot teljesítő magyar NATO katonákról (2001)
- Párizsi lázongások – (2005 – Kamera Hungária díjas dokumentumfilm)
- Az erdélyi arisztokrácia diszkrét bája 1-2. Gróf Bánffy Miklós és Gróf Bethlen István utódai (2017)